# عيسى غالب
عيسى أحمد غالب مثنى (ولد في 23 أبريل 1991 في المنامة، البحرين) لاعب كرة قدم دولي بحريني يجيد اللعب في مركز الوسط المهاجم وبدرجة أقل الجناح الأيسر. يلعب حاليا لصالح البحرين الذي ينافس في دوري الدرجة الثانية البحريني منذ 2022.

## الإنجازات

### المحرق
- الدرجة الأولى (4): 2011
- كأس ملك البحرين (1): 2011

### البسيتين
- الدرجة الأولى (1): 2013

### منتخب البحرين
- كأس الخليج للمنتخبات الأولمبية (1): 2013